# Edvard von Rothstein

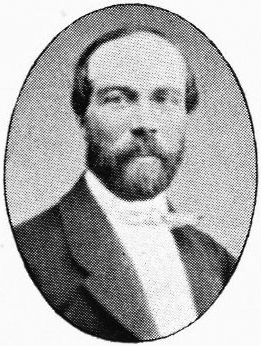

Emil Edvard von Rothstein (* 1. November 1821 in Erikssund; † 29. November 1890 in Stockholm)  war ein schwedischer Architekt.
Rothstein absolvierte die Königliche Akademie für freie Künste und studierte 1843–1845 in Hamburg und 1845–1848 an der Bauakademie in Berlin. 1844 war er bei der Hamburger Bauabteilung als Zeichner für Wasserwerke angestellt. Er war von 1849 bis 1875 als Arbeitsmanager für Stockholms Wasserwerk tätig, in dem er Zeichnungen und Vorschläge für den Karlbergskanalen, die Kaianalage Halbinsel Blasieholmen, Strandwege, Brücke Vasabron und das Gebäude Veterinary Institute machte. Außerdem war er 1853 Lehrer für Hausbau an der Akademie der Schönen Künste, stellvertretendes Vorstandsmitglied der Nitroglycerin AB, gegründet von Alfred Nobel, ab 1866 Auditor, verließ das Unternehmen jedoch 1867. 1871 wurde er Professor für Architektur.
Zu den geplanten und gebauten Kirchenbauwerken zählen zum Beispiel: Fotskäls kyrka, Kalls kyrka, Sjögestads kyrka, Södervidinge kyrka, Tryde kyrka, Vederslövs nya kyrka, Ytterby kyrka, Värö kyrka, Ås kyrka, Ödsmåls kyrka och Österplana kyrka.

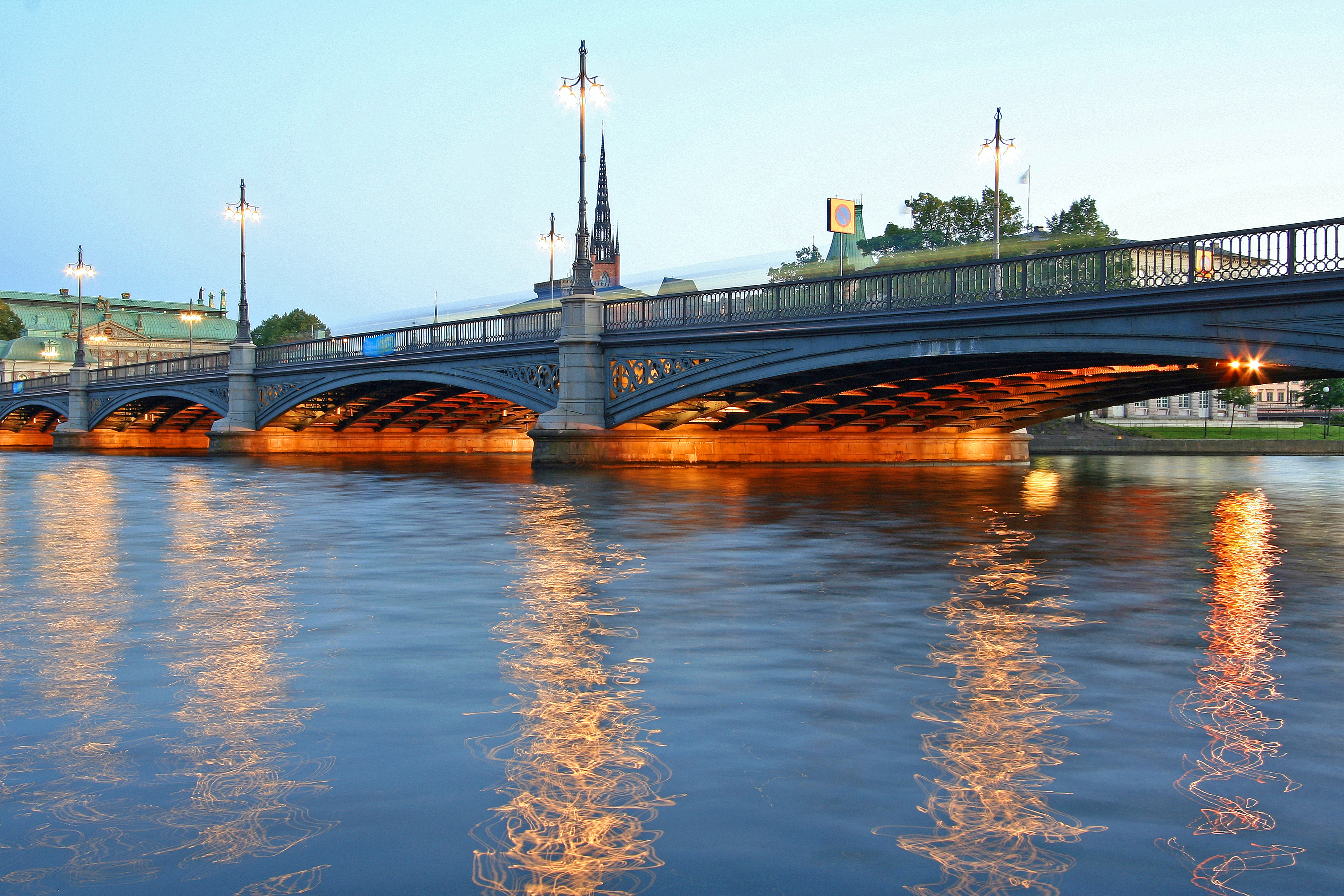
Vasabron, Stockholm
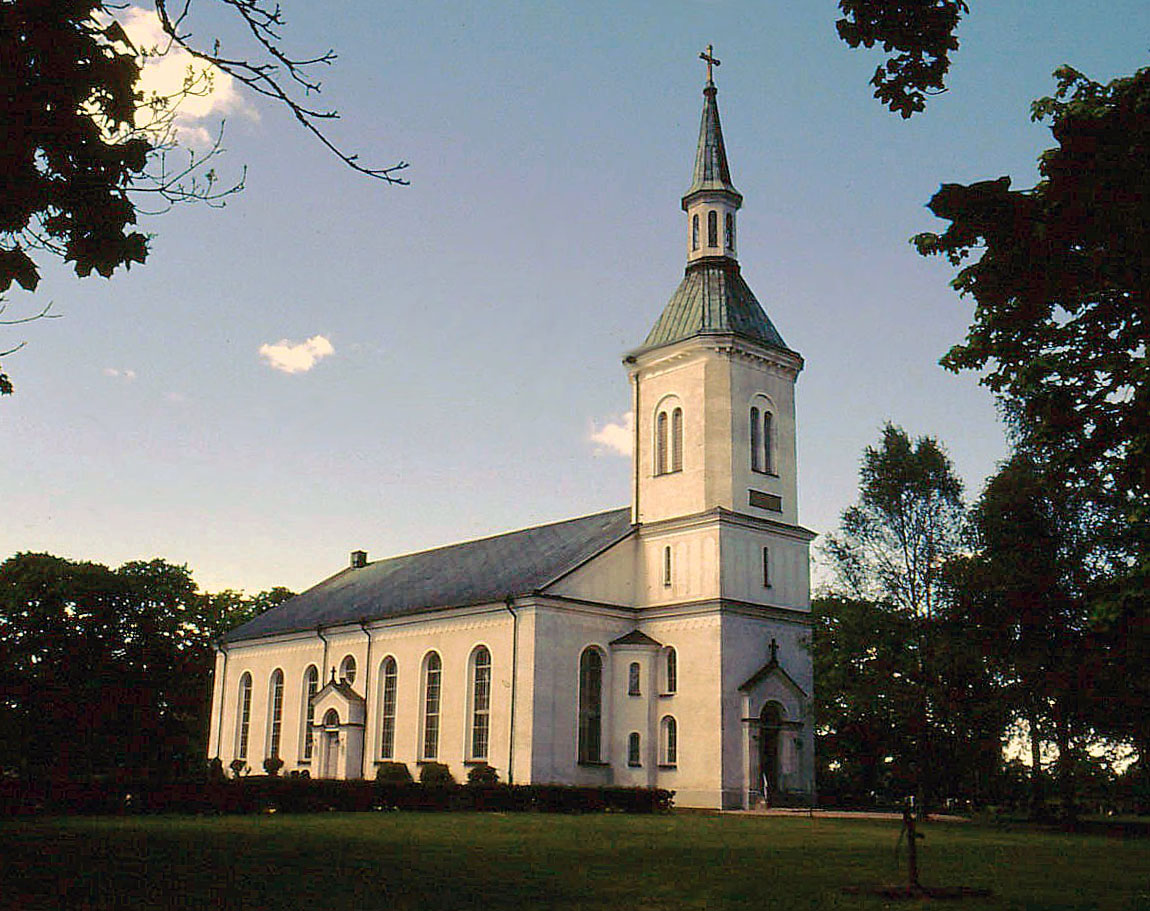
Vederslövs nya kyrka
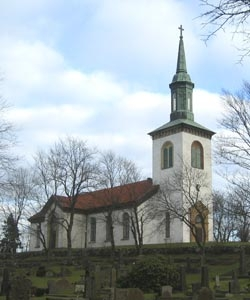
Ytterby kyrka
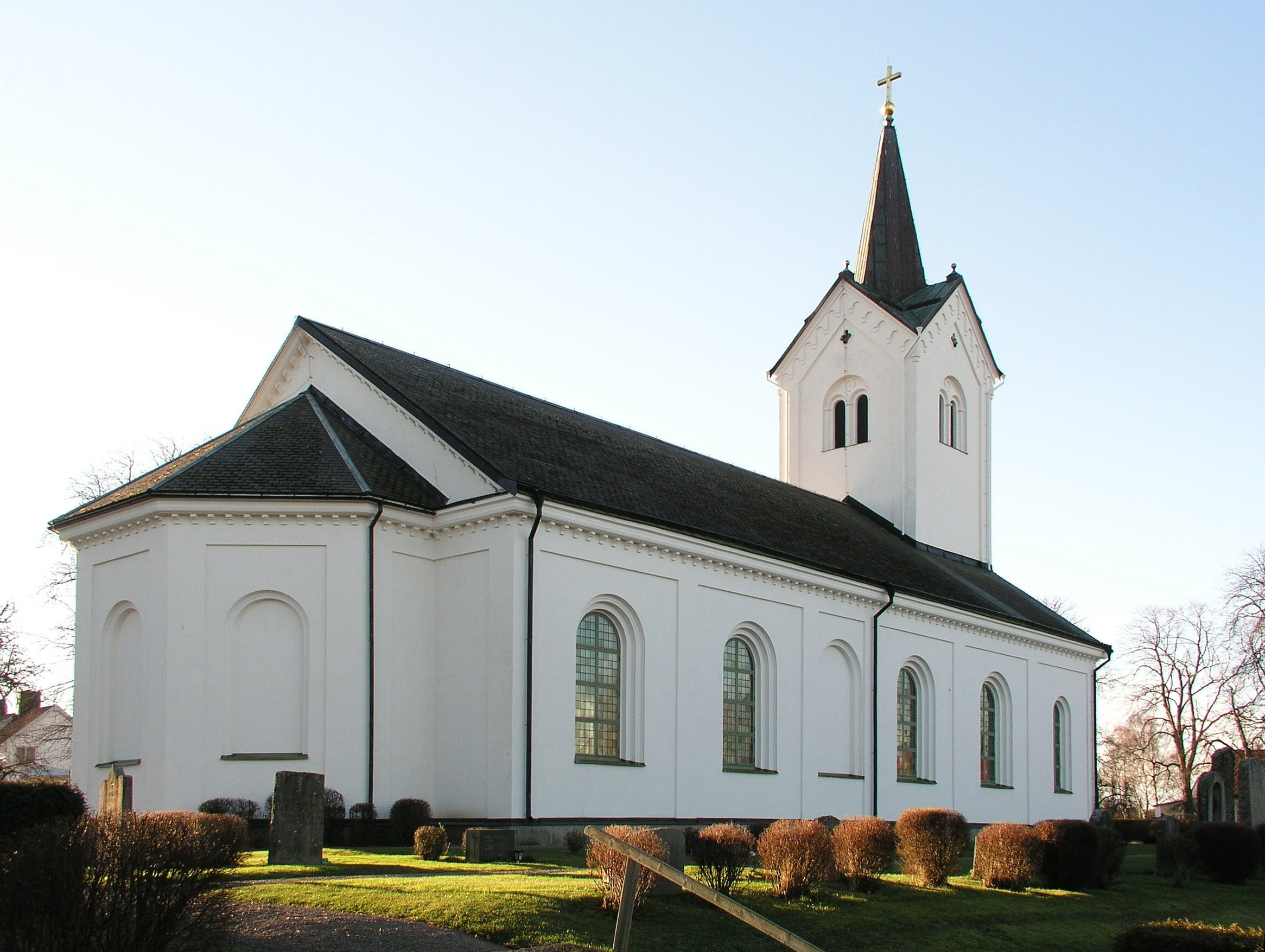
Sjögestads kyrka
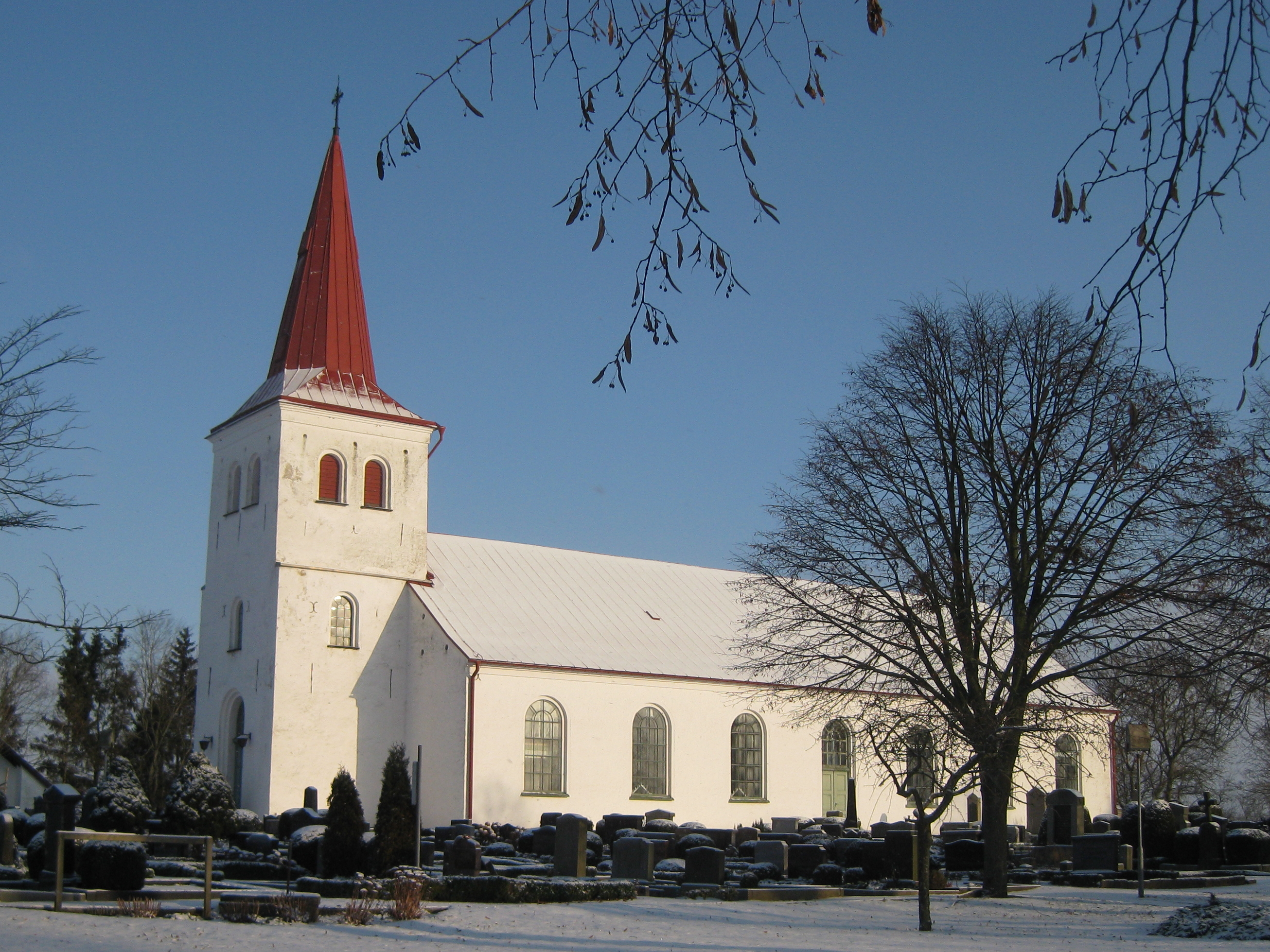
Tryde kyrka